# Estrada Real

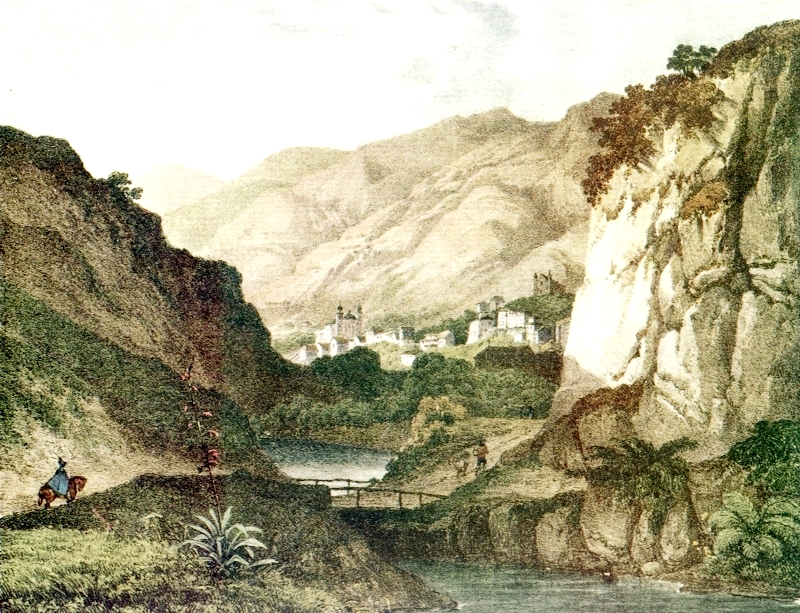
Caminho do Proença, antiga Estrada Real para Vila Rica, em Minas Gerais, Brasil - gravura de Rugendas, início do século XIX.

Estrada real ou caminho real eram as principais estradas e caminhos existentes em Portugal continental e no Império Português, cuja construção e manutenção estavam a cargo da Coroa Portuguesa, diretamente ou através dos seus representantes locais.

## Portugal

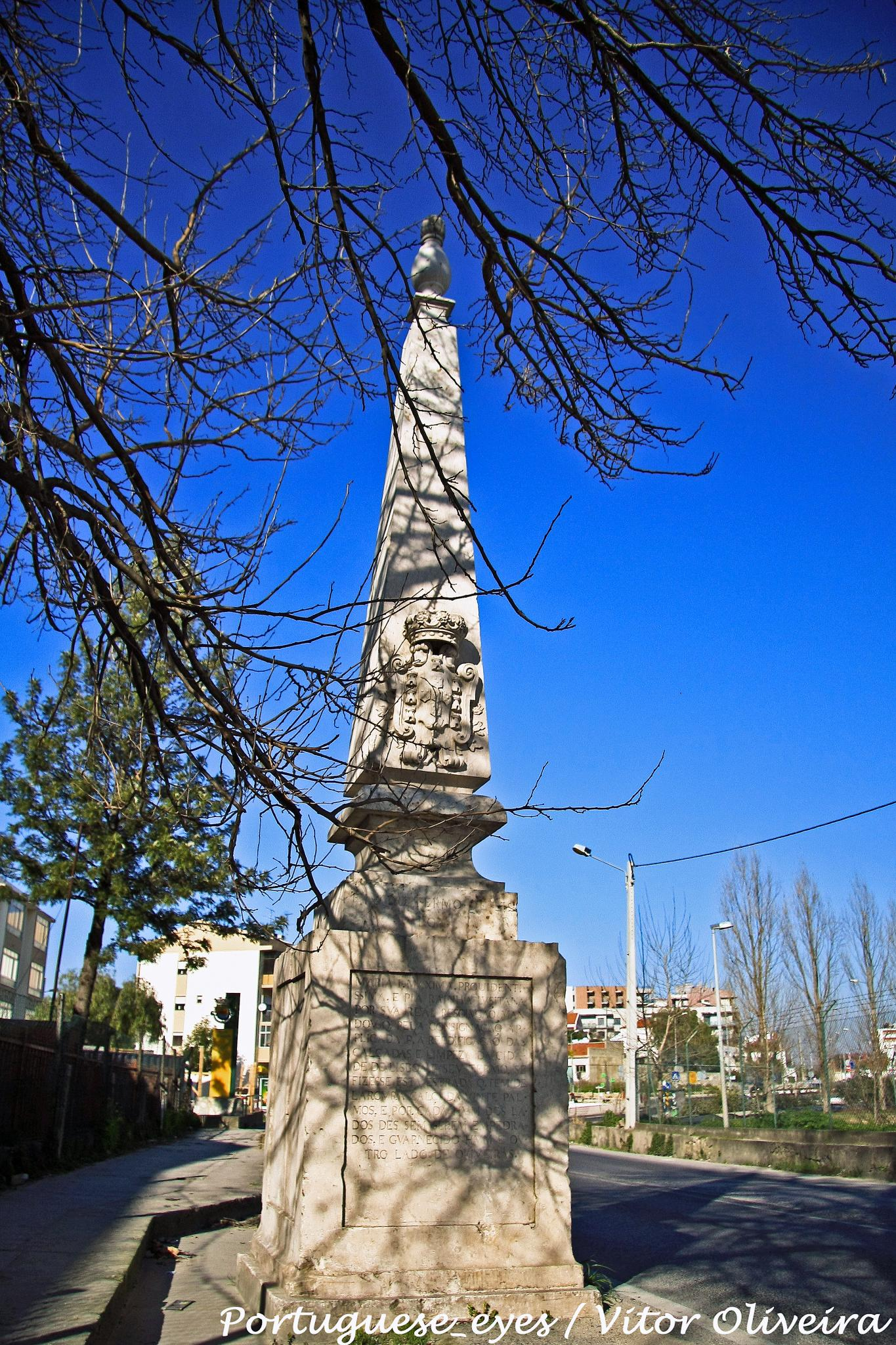
Padrão da antiga Estrada Real de Lisboa ao Porto, no limite do antigo termo de Lisboa (atualmente troço da EN10 em Alverca)

Em Portugal, as principais estradas a cargo da Coroa eram designadas "estradas reais". 
Em meados do século XIX, quando do desenvolvimento dos primeiros planos rodoviários de âmbito nacional, manteve-se o uso do termo "estrada real" para designar as principais estradas da rede viária, as quais ligavam normalmente Lisboa às diversas capitais de distrito. Igualmente, adotou-se a numeração das estradas. De acordo com o último plano rodoviário da Monarquia, estabelecido em 1889, a rede viária nacional era constituída por estradas reais (de âmbito nacional), por estradas distritais (de âmbito regional) e por estradas municipais (de âmbito local).
Após a implantação da república em 1910, manteve-se em vigor o plano rodoviário de 1889, mas passando as estradas reais a designar-se "estradas nacionais".
Alguns troços de antigas estradas reais estão ainda hoje incluídos na rede viária do país. Outras antigas estradas reais fora de uso corrente, mantiveram-se como percursos pedestres. Na Região Autónoma da Madeira várias dessas antigas vias constituem atualmente percursos recomendados para caminhadas.

### Madeira

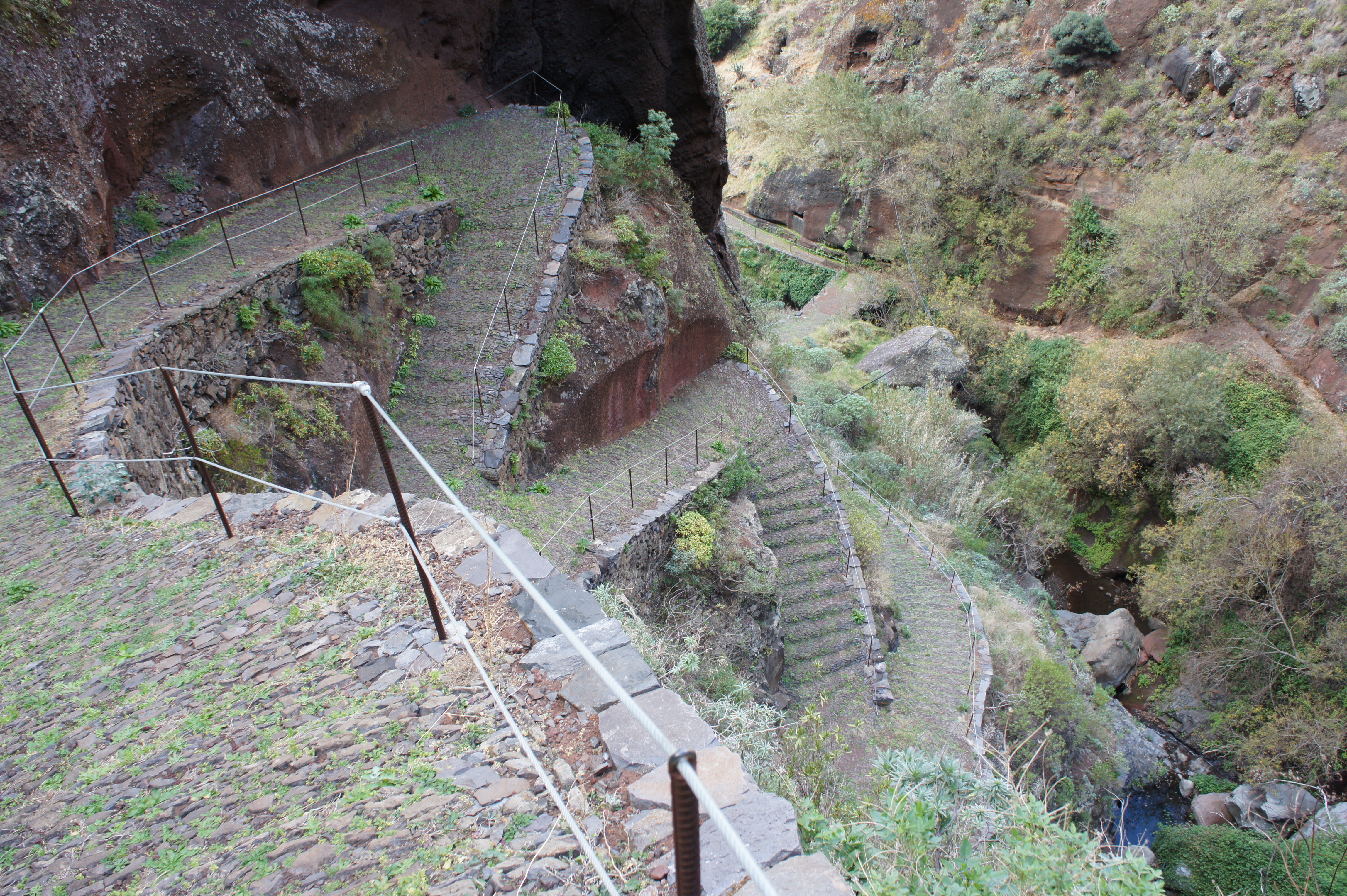
Trecho do antigo Caminho Real que ligava o Paul do Mar aos Prazeres, na Ilha da Madeira.

Na Região Autónoma da Madeira, a construção dessas vias iniciou-se logo após o povoamento, no início do século XV, constituindo a mais antiga rede de circulação terrestre do arquipélago. Estima-se que atualmente ainda existam cerca de 400 quilómetros dessas estradas na região, com muitos trechos ocultos pela vegetação ou inacessíveis devido à orografia da ilha. Entre os percursos pedonais recomendados na região, três são antigos Caminhos Reais. Na região, a sua construção foi geralmente promovida pelos governadores e capitães-generais. Em agosto de 2015, o Governo Regional iniciou um projeto de recuperação da antiga rede de caminhos reais, usando como projeto piloto o trecho do antigo Caminho Real que ligava o Paul do Mar à Ponta do Pargo.

## Brasil
No Brasil Colónia a construção dessas estradas foi especialmente intensa e relacionada com a atividade minerária. O  património histórico-cultural que representam é defendido pelo Projeto Estrada Real. O nome "Estrada Real" refere-se a qualquer via terrestre que, à época do Brasil Colônia, era percorrida no processo de povoamento e exploração econômica de seus recursos, em articulação com o mercado internacional.
Dentro de uma visão historiográfica tradicional em História do Brasil, o conceito de Estrada Real pressupõe:
- natureza oficial;
- exclusividade de utilização;
- vínculo com a mineração.

Nesta perspectiva, a designação "Estrada Real"  reflete o fato de que era esse o caminho oficial, único autorizado para a circulação de pessoas e mercadorias. A abertura ou utilização de outras vias constituía crime de lesa-majestade, encontrando-se aí a origem da expressão descaminho com o significado de contrabando.
Por outro lado, uma   visão  contemporânea admite:
- natureza tradicional e uma referência de bons caminhos;
- utilização geral, universal, pública;
- vínculo com outras atividades, como o comércio e a pecuária;
- existências anteriores ou posteriores à mineração;
- desvinculados das zonas mineradoras.

Em defesa desta última, considere-se que as ordenações do Reino, também observadas na Colônia, estabeleciam como direitos reais ou regalias, entre outros, as vias públicas, os rios e os vieiros, e as minas de ouro e prata ou qualquer outro metal.

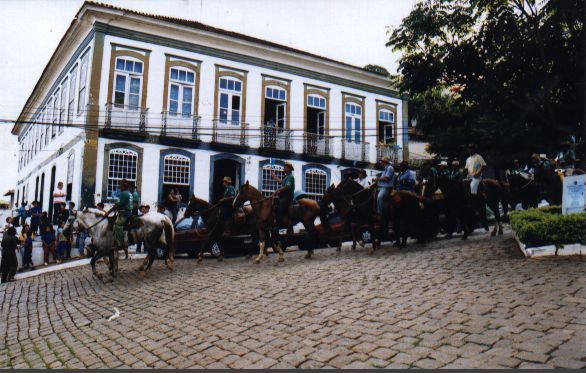
Tropa na cidade de Pouso Alto, em Minas Gerais, no Brasil.

Os caminhos das Minas Gerais, entre os séculos XVII e XIX, correspondiam a um conjunto de vias terrestres, muitas delas simples reapropriações de antigas trilhas indígenas (peabirus), que aproximou diferentes regiões do território brasileiro:
- O chamado Caminho da Bahia ou  Caminho dos Currais do Sertão  e suas variantes, ligando a Capitania da Bahia às Minas;
- O chamado Caminho do Rio de Janeiro  (depois chamado de  Caminho Velho do Rio de Janeiro; atualmente,  Estrada Real) e suas variantes, ligando a Capitania do Rio de Janeiro às Minas.

Posteriormente, com a descoberta de diamantes no Serro, entre 1725 e 1735, um novo caminho foi aberto, o chamado Caminho dos Diamantes, aos quais se uniriam à Picada de Goiás e a do Mato Grosso (Caminho de Cuiabá ou Picadão de Cuiabá), quando da descoberta de minerais nestas últimas regiões.
Entre os gêneros transportados registram-se:
- gado bovino em pé, dos currais do sertão entre a Capitania das Minas e a da Bahia;
- produtos de luxo e escravos, dos portos de Salvador (Bahia) e do Rio de Janeiro;
- cavalgaduras da Capitania de Pernambuco.

### Os caminhos de São Paulo
Na segunda metade do século XVII, diante da crise econômica da agromanufatura açucareira suscitada na Colônia a partir da expulsão dos Holandeses (1654), tornou-se imperioso identificar novas fontes de recursos. Desse modo, uma nova leva de expedições partiu da vila de São Paulo em direção ao interior. Essas expedições ficaram conhecidas como bandeiras e os seus empreendedores como os bandeirantes. Os mestiços de portugueses com indígenas, nas terras de Piratininga, tinham o conhecimento não apenas dos milenares caminhos dos nativos (peabirus) como também das suas técnicas de sobrevivência nos sertões.

#### Bandeiras
O chamado  Caminho dos Paulistas ou Caminho Geral do Sertão, ligando a Capitania de São Paulo às Minas.
Algumas dessas bandeiras, percorrendo o peabiru dos Guaianases, a partir do vale do rio Paraíba do Sul, através da passagem da Garganta do Embaú, na Serra da Mantiqueira, dirigiram-se para o sertão posteriormente denominado de Minas Gerais. Com a descoberta de ouro de aluvião, ao final desse século, intensificou-se o trânsito de pessoas, animais e gêneros entre o litoral e a região, definindo-se diversas vias, as principais das quais são referidas por Antonil (Cultura e Opulência do Brasil por suas Drogas e Minas. Lisboa, 1711):
A principal estrada aberta durante o período aurífero foi o Caminho de Goiás, ligando São Paulo à região das minas. Posteriormente, no final do século XVIII, foi aberto um novo caminho, o Picadão de Cuiabá, partindo de São Paulo, passando por Sorocaba, Itu, Piracicaba, Rio Claro e os sertões de Araraquara.

### Os caminhos do Rio de Janeiro
Os caminhos do Rio de Janeiro formavam uma rede de caminhos  popularmente conhecida como Estrada Real. As suas principais variantes foram:

#### Caminho Velho
O Caminho Velho ia de Paraty a Vila Rica (atual Ouro Preto). A partir da descoberta de ouro na região das Minas Gerais, em fins do século XVII, esse caminho transformou-se na rota preferida para atingir-se a região das Minas Gerais, assim como para o escoamento de ouro, que era transportado por mar de Paraty para o Rio de Janeiro, de onde embarcava para Portugal. Esta via estendia-se por mais de 1.200 quilômetros, que eram percorridos em cerca de 95 dias de viagem.

#### Caminho Novo
O Caminho Novo ia do fundo da baía de Guanabara até encontrar o  Caminho Velho, em Ouro Branco, então arraial de Vila Rica, atual Ouro Preto. Foi aberto por Garcia Rodrigues Pais em 1707, como alternativa ao  Caminho Velho,  para evitar a rota marítima entre Paraty e o Rio de Janeiro. Iniciava-se  em portos do rio Iguaçu ou do rio Pilar, como Piedade do Iguaçu, hoje Iguaçu Velho em Nova Iguaçu, ou Pilar do Iguaçu, hoje um bairro de Duque de Caxias. Seguia dos portos fluviais até a vila de Xerém, passava pela atual Reserva Biológica do Tinguá, pela extinta freguesia, arraial e igreja de Santana das Palmeiras, subia a serra até Paty do Alferes e, dali, descia em direção a Paraíba do Sul onde cruzava o rio do mesmo nome.  Daí seguia até  Ouro Branco. Esse foi o caminho utilizado para escoamento do café do Vale do Paraíba, por tropas. Esse caminho foi calçado por Conrado Jacob Niemeyer, calçamento que persiste em excelente estado de conservação no interior da Reserva Biológica do Tinguá (nos municípios atuais de Nova Iguaçu e Miguel Pereira).

#### Caminho do Proença
Caminho do Proença era uma variante do Caminho Novo que passava pela Serra da Estrela (hoje Petrópolis) por Santana de Cebolas (ou Sebollas), atual distrito de Inconfidência em Paraíba do Sul e por Secretário em Serra da Estrela (atualmente Petrópolis).

#### Estrada Geral
A Estrada Geral unia as freguesias de Santo Antônio de Jacutinga e Nossa Senhora Conceição de Mariapicu, conectando com a Estrada Real, na altura da atual cidade de Belford Roxo. Hoje divide-se em duas vias distintas: a estrada Plínio Casado e a estrada Abílio Augusto de Távora, antiga Estrada do Madureira.

### Controle e fiscalização
Devido ao crescente volume de riqueza explorado na região das Gerais, a Coroa Portuguesa procurou garantir o seu controle e fiscalização de maneira severa, instalando postos de inspeção (Registros) para arrecadar os diversos tributos sobre minerais (notadamente ouro e diamantes), mercadorias, escravos e animais (cavalos, muares, bovinos) em trânsito, instituindo mais tarde as chamadas Casas de Fundição e mantendo na região dois destacamentos de cavalaria, os chamados Dragões das Minas, além de um terceiro, no Rio de Janeiro.
A partir da abertura do  Caminho Novo, tornado via oficial, foram aí concentrados os Registros, proibindo-se a utilização das demais vias, consideradas como "descaminhos" e rigorosamente punidos como tal.
A partir da segunda metade do século XVIII registrou-se o declínio da produção mineral no distrito das Minas, o que, durante o consulado pombalino, levou a uma intensificação da política fiscal e a uma insatisfação que conduziu à Inconfidência Mineira. Com a proclamação da Independência do Brasil, no início do século XIX, esses caminhos tornam-se livres, vindo a constituir, com a riqueza proporcionada pela lavoura do café, os principais eixos de urbanização da região Sudeste.

### O projeto turístico Estrada Real

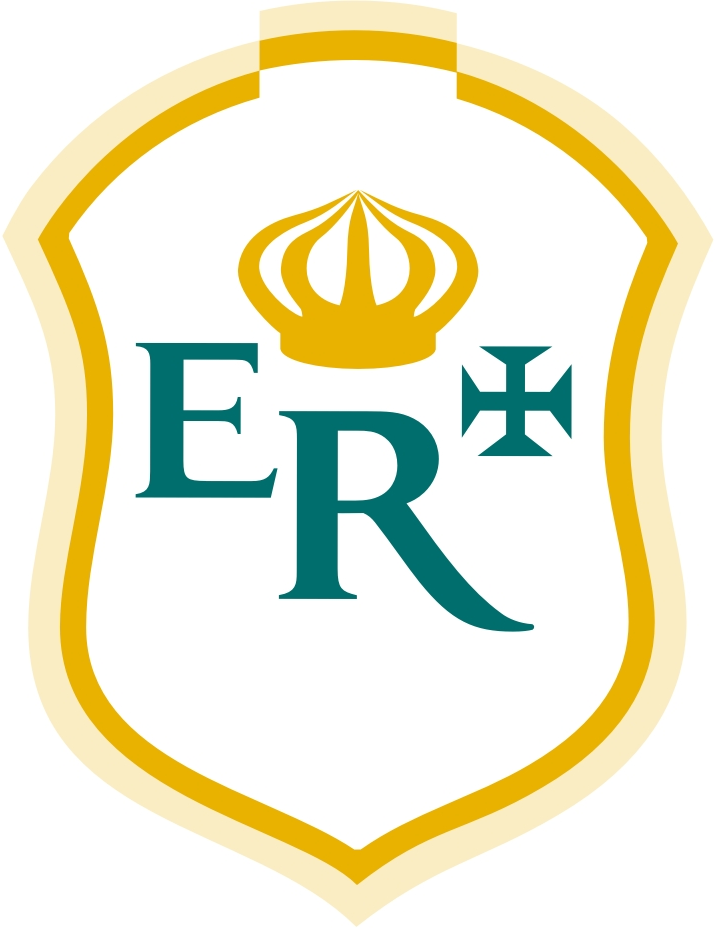
Escudo do Projeto "Estrada Real".

#### Passaporte Estrada Real
Distribuído gratuitamente nos postos de atendimento ao turista, pousadas ou outros locais, o passaporte Estrada Real é um registro que o viajante pode fazer de cada uma das cidades da Estrada Real visitadas. A cada cidade é recebido um carimbo no passaporte, a cada caminho concluído um certificado é emitido, sendo que ao final dos quatro caminhos é recebido um certificado de conhecedor da Estrada Real!